# Odnowa Narodowa
Odnowa Narodowa (hiszp. Renovación Nacional) – chilijska partia konserwatywno-liberalna. Wraz z Niezależną Unią Demokratyczną wchodzi w skład obecnie rządzącej w Chile koalicji centroprawicowej Sojusz dla Chile (hiszp. Alianza por Chile).
Przewodniczącym partii jest Carlos Larraín.
Kandydat Odnowy Narodowej w wyborach prezydenckich w 2009 r. Sebastián Piñera został wybrany pierwszym prawicowym prezydentem Chile od czasu ustąpienia Augusto Pinocheta.
W wyborach w 2013 roku kandydatką Sojuszu na urząd prezydenta była Evelyn Matthei, która przegrała z kandydatką socjalistów, byłą prezydent Michelle Bachelet.